# Électrification par contact
 (août 2022).
Motif : l'électrification par contact n'est pas seulement la théorie erronée comme souligné ici. L'évolution de l'article en anglais donne la nuance.
L’électrification par contact était une théorie scientifique erronée du siècle des Lumières qui devait, alors, être valide pour l’ensemble des sources de charges électriques alors connues. Cette théorie a été remplacée par des notions modernes. À la fin du XVIIIe siècle, les scientifiques développèrent des instruments sensibles pour détecter l’« électrification », aussi appelé déséquilibre de charges électrostatiques. Le phénomène d'électrification par contact, ou tension de contact, fut rapidement découvert. Quand deux objets se trouvent, ceux-ci deviennent parfois spontanément chargés. L'un développait une charge négative nette, tandis que l'autre développait une charge positive égale. Il fut aussi découvert que des piles à disques métalliques différents, séparés par une couche d'acide, les piles voltaïques, pouvaient également produire des charges différentes. Cependant, cela a par la suite été invalidé et ces effets sont causés par des processus physiques différents – la triboélectricité, l’effet Volta, différentes propriétés des métaux et autres – qui étaient alors considérés comme de l'électrification par contact.

## Mécanisme d'électrification par contact entre métaux
Une étude récente publiée sur PubMed Central (PMC) par Mirco Kaponig, Andre Mölleken, Hermann Nienhaus, et Rolf Möller a mis en lumière un mécanisme inattendu d'électrification par contact entre métaux.
L'équipe a développé une méthode expérimentale pour suivre la charge d'une petite sphère rebondissant sur une électrode plane mise à la terre, avec une échelle de temps allant jusqu'à 1 μs.
Les résultats montrent que la sphère est déchargée au moment du contact, mais au moment de la rupture du contact électrique, elle regagne une charge bien au-delà des attentes.
Cette découverte remet en question les conceptions traditionnelles de l'électrification par contact et suggère que des mécanismes supplémentaires, tels que la déformation de la zone de contact, peuvent jouer un rôle crucial dans le processus.

## Sources
- (en) Cet article est partiellement ou en totalité issu de l’article de Wikipédia en anglais intitulé « Contact electrification » (voir la liste des auteurs).